# Hans Spatzenegger
Hans Spatzenegger (* 13. November 1939 in Berndorf bei Salzburg) ist ein österreichischer Archivar, Journalist sowie Herausgeber und Autor geschichtswissenschaftlicher Publikationen.

## Leben
Spatzenegger besuchte bis 1958 das Erzbischöfliche Privatgymnasium Borromäum und studierte anschließend an den Universitäten Wien, Zürich und München Rechtswissenschaften sowie Geschichte und Publizistik. 1963 erlangte er seine Promotion zum Doktor der Rechte. 1964 wurde er Leiter des Katholischen Bildungswerks in Salzburg, 1966 Universitätsassistent am Institut für Politikwissenschaft des Internationalen Forschungszentrums für Grundlagen der Wissenschaft.
Ab 1968 arbeitete Spatzenegger als Leiter des Konsistorialarchivs (heute: Archiv der Erzdiözese Salzburg). Neben seinen beruflichen Aufgaben übernahm er auch mehrere ehrenamtliche Funktionen, unter anderem war er freier Mitarbeiter beim Landesstudio Salzburg des ORF.
Von 1977 bis 1981 fungierte er als Schriftführer der Gesellschaft für Salzburger Landeskunde, anschließend war er bis 2004 im Ausschuss bzw. Vorstand der Gesellschaft tätig. Von 1985 bis 2000 war Spatzenegger Leiter der Abteilung Kultur/Wissenschaft/Religion/Gesundheit beim Landesstudio Salzburg.
Spatzenegger ist der Herausgeber mehrerer Sammelbände und Verfasser von regionalgeschichtlichen, landesgeschichtlichen und politikwissenschaftlichen Publikationen, außerdem Mitarbeiter verschiedener Lexikon-Projekte, darunter des Österreichischen Biographischen Lexikons. Besondere Bedeutung erlangte die achtbändige Geschichte Salzburgs – Stadt und Land, die er von 1981 bis 1991 zusammen mit Heinz Dopsch herausgab.

## Auszeichnungen
- 1997: Kardinal-Innitzer-Preis (Würdigungspreis für Publizistik)
- 2003: Leopold-Kunschak-Preis Pressepreis